# Colomba de Sens
Colomba de Sens (Hispania, h. 257- decapitada en Sens (Francia), 273), fue una virgen mártir cristiana considerada santa y a la que se asocia con Sens en Francia y una fuente llamada d'Azon. Su fiesta se celebra el 31 de diciembre.
Toda su historia es bastante legendaria. Se dice que, a los dieciséis años de edad, huyó de Hispania para marchar a la Galia con la finalidad de escapar a las persecuciones del emperador Aureliano. No obstante, fue localizada y apresada. Mientras estaba en prisión, uno de los guardias de la prisión intentó violarla. Un oso que se usaba en un anfiteatro cercano atacó al guardia y la rescató. Sin embargo, más tarde fue martirizada en Meaux. 
Cuenta la hagiografía católica que la condenaron a morir en la hoguera, pero que, al resistir a las llamas, la degollaron en un bosque cercano. Donde cayó su sangre creció un arroyo. 
Se construyó una capilla en la tumba, seguida más adelante por la abadía de Sens. Otras iglesias de Francia llevan su nombre. También se dice que fue patrona de la iglesia parroquial de Chevilly, en la diócesis de París. Sus restos no están en Sens y se pensaba que sus restos se encontraban en Rímini (Italia). Se desconocen los motivos por los que los restos de Santa Columba no permanecieron en Sens (al menos en gran parte), sino que fueron enviados a Rímini, a la catedral de Santa Columba. Sin embargo, la momia entera fue llevada a Bari, en cuya catedral permanece expuesta. 
En el arte, santa Colomba está representada como una doncella coronada encadenada. A veces puede:
- tener un perro o un oso encadenado
- sostener un libro y una pluma de pavo real,
- estar con un ángel sobre una pira funeraria

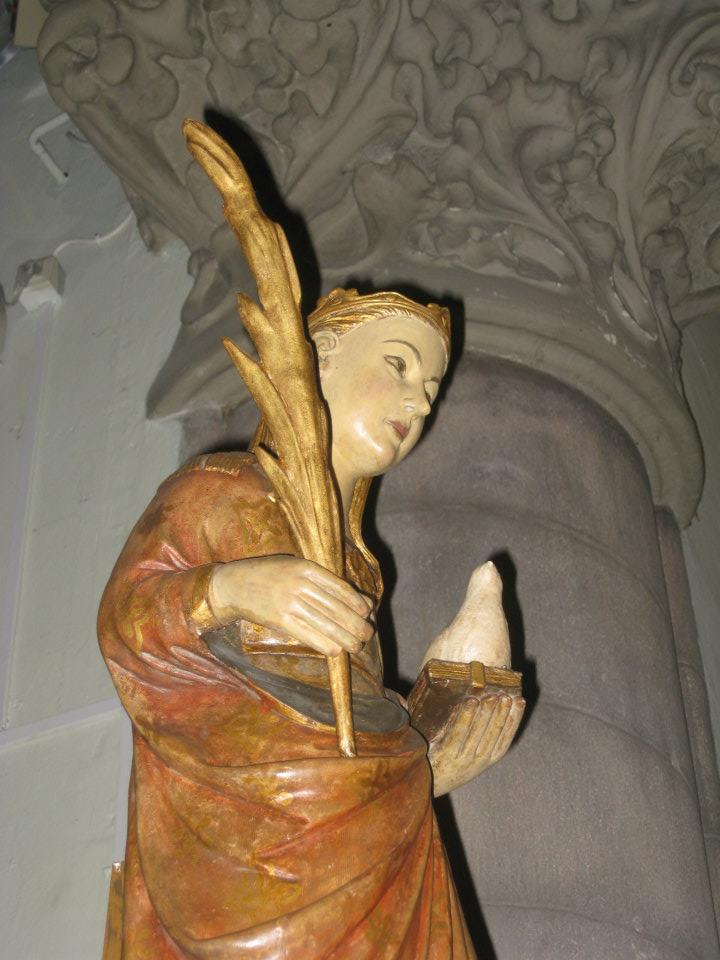
Santa Coloma Mártir, imagen del de la patrona de Santa Coloma de Gramanet, conservada en la iglesia Mayor

## Santa Comba
La veneración hacia Santa Colomba («Santa Comba») en Galicia se remonta a la Edad Media; su culto, según Allyson M. Poska, fue "probablemente una combinación de los cultos de dos vírgenes mártires."  Eran Colomba de Sens y Colomba de España. Santa Colomba de España o de Córdoba, fue una monja cordobesa muerta alrededor del año 853.
Una leyenda gallega sostiene que antes de ser una virtuosa mártir virgen, Comba era una bruja (meiga). Según este mito, un día, la bruja Comba, encontrándose con Jesucristo en un camino de Galicia, cambió su vida después de que Jesús dijera "Sigue adelante y sé una bruja, pero no entrarás en mi reino". El relato afirma que Comba se convirtió al cristianismo y fue martirizada por su fe después de negarse a renegar de ella, o después de rechazar insinuaciones sexuales de hombres. Se convirtió en la santa patrona de las brujas gallegas, actuando tanto como una intercesora en nombre de las brujas como contra las brujas.
En Coímbra, según una guía de viajes del siglo XIX, había una capillita que se decía que marcaba el lugar donde Comba sufrió el martirio y que "hacia finales de la primavera, las jóvenes de Coimbra engalanan el santuario con coronas de rosas en recuerdo de la rosada corona del martirio que creían que ella llevaba."